# Christine E. Seidman
Christine Edry Seidman es catedrática de medicina Thomas W. Smith en la Escuela de Medicina de Harvard y directora del Centro de Genética Cardiovascular en el Hospital Brigham and Women's. Dirige un laboratorio conjunto con su marido, Jonathan Seidman, donde estudian los mecanismos genéticos de las cardiopatías. En reconocimiento a sus contribuciones científicas, ha sido elegida miembro de la Academia Nacional de Ciencias, la Academia Estadounidense de Artes y Ciencias y la Academia Nacional de Medicina .

## Primeros años y educación
Seidman nació en Kalamazoo, Míchigan y creció en Long Island. Se licenció en  bioquímica por la Universidad de Harvard y se doctoró en medicina de la Escuela de Medicina George Washington en 1978. Hizo la residencia en medicina interna en el Hospital Johns Hopkins de 1978 a 1981 y una beca de cardiología en el Hospital General de Massachusetts de 1982 a 1986.

## Carrera
En 1986, Seidman se incorporó al cuerpo docente de la Facultad de Medicina de Harvard como profesor de genética. En 1997 fue ascendida a profesora titular. Fue la directora fundadora del Centro de Genética Cardiovascular y dirige el instituto desde 1992. Es cofundadora de MyoKardia, una empresa de medicina de precisión.
Seidman ha sido investigadora del Instituto Médico Howard Hughes desde 1994. Seidman es autora de más de 400 publicaciones científicas. También formó parte del jurado de Ciencias de la Vida del Premio Infosys en 2017.
El laboratorio de Seidman investiga la genética implicada en enfermedades como la miocardiopatía hipertrófica, y fue reconocida por descubrir la primera causa genética de defectos cardíacos congénitos.
A partir de 2009, el Programa Harvard-MIT de Ciencias de la Salud y Tecnología ha concedido el Premio Seidman a la Mentoría en Investigación Médica en honor a ella y a su marido.

## Vida personal
Seidman conoció a su marido, Jonathan Seidman, cuando eran estudiantes en Harvard, y se casaron en 1973. Ambos dirigen un laboratorio conjunto en Harvard y son miembros fundadores de MyoKardia. En 2002 compartieron el Premio Bristol-Myers Squibb a la Investigación Cardiovascular. Tienen tres hijos

## Premios
- 1992 Elegida miembro de la Sociedad Estadounidense de Investigación Clínica (ASCI)[11]
- 1999 Elegida miembro de la Academia Nacional de Medicina[12]
- 1999 Elegida miembro de la Academia Estadounidense de las Artes y las Ciencias[12]
- 2000 Premio ASCI Stanley J. Korsmeyer[11]
- 2002 Premio Bristol-Myers Squibb por logros distinguidos en investigación cardiovascular
- Premio al Científico Distinguido 2003 de la Asociación Americana del Corazón[12]
- 2005 Elegida miembro de la Academia Nacional de Ciencias[13]
- Premio Vanderbilt 2019 en Ciencias Biomédicas[1]